# 166 هـ
166 هـ هي سنة في التقويم الهجري امتدت مقابلةً في التقويم الميلادي بين سنتي 782 و783.

## مواليد
- أبو العباس عبد الله بن إبراهيم ثاني ملوك الدولة الأغلبية.
- يعقوب الدورقي